# Edward Samuel Corwin
Pour les articles homonymes, voir Corwin.
Edward Samuel Corwin est né le 19 janvier 1878 et est mort le 23 avril 1963. Il a été président de l'American Political Science Association.

## Biographie
Edward Samuel Corwin est né à Plymouth dans le Michigan, le 19 janvier 1878. Il a obtenu son baccalauréat de l'Université du Michigan en 1900, et son doctorat de l'Université de Pennsylvanie en 1905. Il a été invité à se joindre au corps professoral de l'Université de Princeton par Woodrow Wilson en 1905. En 1908, il a été nommé professeur de jurisprudence. Il est l'auteur de nombreux livres sur le droit constitutionnel américain, et il resta à Princeton jusqu'à sa retraite en 1946. Il est décédé le 23 avril 1963 et fut enterré dans le cimetière de Princeton.

## Citation
Il a souvent été cité pour avoir dit que « la Constitution est une invitation à se battre pour avoir le privilège de diriger la politique étrangère américaine ». Cela a inspiré le titre d'un livre de 1992 par Cecil Van Meter Crabb.